# Aradia: O Evangelho das Bruxas
Aradia: O Evangelho das Bruxas (em inglês: Aradia, or the Gospel of the Witches), é um livro composto pelo folclorista americano Charles Godfrey Leland e publicado em 1899. Ele contém o que ele acreditava ser o texto religioso de um grupo de bruxas pagãs da Toscana, Itália, que documentava suas crenças e rituais. Historiadores e folcloristas contestam a existência de tal grupo. Durante o século XX, o livro influenciou o desenvolvimento da religião pagã contemporânea, a Wicca.

## Visão geral
O texto é uma composição. Parte dele é a tradução de Leland para o inglês de um manuscrito original italiano, o Vangelo (evangelho). Leland relatou ter recebido o manuscrito de sua principal informante sobre as crenças da bruxaria italiana, uma mulher a quem Leland se referia como "Maddalena" e a quem ele chamava de sua "informante bruxa" na Itália. O restante do material provém da pesquisa de Leland sobre o folclore e as tradições italianas, incluindo outros materiais relacionados a Maddalena. Leland foi informado da existência do Vangelo em 1886, mas Maddalena levou onze anos para lhe fornecer um exemplar. Após a tradução e edição do material, o livro levou mais dois anos para ser publicado. Seus quinze capítulos retratam as origens, crenças, rituais e feitiços de uma tradição de bruxaria pagã italiana. A figura central dessa religião é a deusa Aradia, que veio à Terra para ensinar a prática da bruxaria aos camponeses para que eles se opusessem aos seus opressores feudais e à Igreja Católica Romana.
O trabalho de Leland permaneceu obscuro até a década de 1950, quando outras teorias e alegações sobre a sobrevivência de "bruxaria pagã" começaram a ser amplamente discutidas. Aradia começou a ser examinada dentro do contexto mais amplo dessas alegações. Os estudiosos estão divididos, com alguns rejeitando a afirmação de Leland sobre as origens do manuscrito, e outros defendendo sua autenticidade como documentação única de crenças populares. Com o aumento da atenção acadêmica, Aradia passou a desempenhar um papel especial na história da Wicca Gardneriana e suas ramificações, sendo usada como evidência da existência de vestígios de bruxaria pagã na Europa e porque uma passagem do primeiro capítulo do livro foi usada como parte da liturgia da religião. Após o aumento do interesse pelo texto, ele se tornou amplamente disponível por meio de inúmeras reimpressões de diversas editoras, incluindo uma edição crítica de 1999 com uma nova tradução de Mario e Dina Pazzaglini.

## Origens

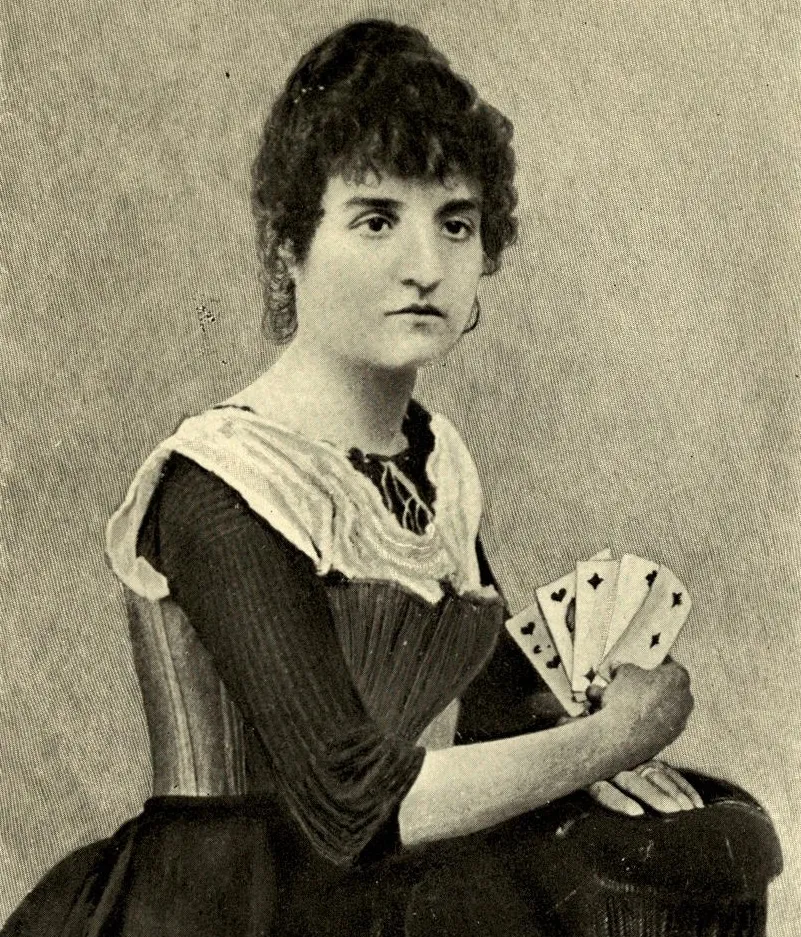
Maddalena como vista na biografia de 1906 por Elizabeth Robins Pennell de C.G. Leland

Charles Godfrey Leland foi um autor e folclorista americano que passou grande parte da década de 1890 em Florença pesquisando o folclore italiano. Aradia foi um dos produtos da pesquisa de Leland. Embora o nome de Leland seja o principal associado a Aradia, o manuscrito que compõe a maior parte dele é atribuído à pesquisa de uma italiana a quem Leland e sua biógrafa, Elizabeth Robins Pennell, se referiam como "Madalena". De acordo com a folclorista Roma Lister, contemporânea e amiga de Leland, o verdadeiro nome de Maddalena era Margherita, e ela era uma "bruxa" de Florença que afirmava ter uma linhagem familiar dos etruscos e conhecimento de rituais antigos. O professor Robert Mathiesen, como colaborador da tradução de Aradia feita por Pazzaglini, menciona uma carta de Maddalena para Leland, que ele afirma ser assinada "Maddalena Talenti" (o sobrenome é um palpite, pois a caligrafia é difícil de decifrar).
Leland relata ter conhecido Maddalena em 1886, e ela se tornou a principal fonte de sua coleção de folclore italiano por vários anos. Leland a descreve como pertencente a uma tradição de feitiçaria em extinção. Ele escreve que "com longa prática, [ela] aprendeu perfeitamente... exatamente o que eu quero e como extrair isso daqueles de sua espécie". Ele recebeu dela centenas de páginas de material, que foram incorporadas em seus livros Vestígios Romanos Etruscos na Tradição Popular, Lendas de Florença Coletadas do Povo e, por fim, Aradia. Leland escreveu que "soube que existia um manuscrito expondo as doutrinas da bruxaria italiana" em 1886 e pediu a Maddalena que o encontrasse. Onze anos depois, em 1 de janeiro de 1897, Leland recebeu o Vangelo pelo correio. O manuscrito foi escrito com a caligrafia de Maddalena. Leland entendeu que se tratava de um documento autêntico  da "Antiga Religião" das bruxas, mas explica que não sabia se o texto provinha de fontes escritas ou orais.
A tradução e a edição de Leland foram concluídas no início de 1897 e submetidas a David Nutt para publicação. Dois anos se passaram até que Leland escreveu solicitando a devolução do manuscrito para submetê-lo a outra editora. Esse pedido levou Nutt a aceitar o livro, que foi publicado em julho de 1899 em pequena tiragem. O autor wiccano Raymond Buckland afirma ter sido o primeiro a reimprimir o livro em 1968 por meio de sua editora "Buckland Museum of Witchcraft", mas uma reimpressão britânica foi feita por "wiccens"  [sic] Charles "Rex Nemorensis" e Mary Cardell no início dos anos 1960. Desde então, o texto foi reimpresso repetidamente por diversas editoras diferentes, inclusive como uma retradução de 1998 por Mario e Dina Pazzaglini com ensaios e comentários.

## Conteúdos
Após onze anos de busca, Leland escreve que não se surpreendeu com o conteúdo do Vangelo. Era em grande parte o que ele esperava, com a exceção de que não previu passagens em "prosa-poesia". "Também acredito que neste Evangelho das Bruxas", comenta Leland no apêndice, "temos pelo menos um esboço confiável da doutrina e dos ritos observados [no Sabbat das bruxas]. Elas adoravam divindades proibidas e praticavam atos proibidos, inspirados tanto pela rebelião contra a Sociedade quanto por suas próprias paixões."
O rascunho final de Leland era um volume conciso. Ele organizou o material a ser incluído em quinze capítulos e adicionou um breve prefácio e um apêndice. A versão publicada também incluía notas de rodapé e, em muitos trechos, o original em italiano que Leland havia traduzido. A maior parte do conteúdo da Aradia de Leland é composta de feitiços, bênçãos, e rituais, mas o texto também contém histórias e mitos que sugerem influências tanto da antiga religião romana quanto do catolicismo romano. Personagens principais dos mitos incluem a deusa romana Diana, um deus-sol chamado Lúcifer, o bíblico Caim como figura lunar e a messiânica Aradia. A bruxaria do "Evangelho das Bruxas" é tanto um método de conjuração quanto uma "contrarreligião" anti-hierárquica à Igreja Católica.

### Temas

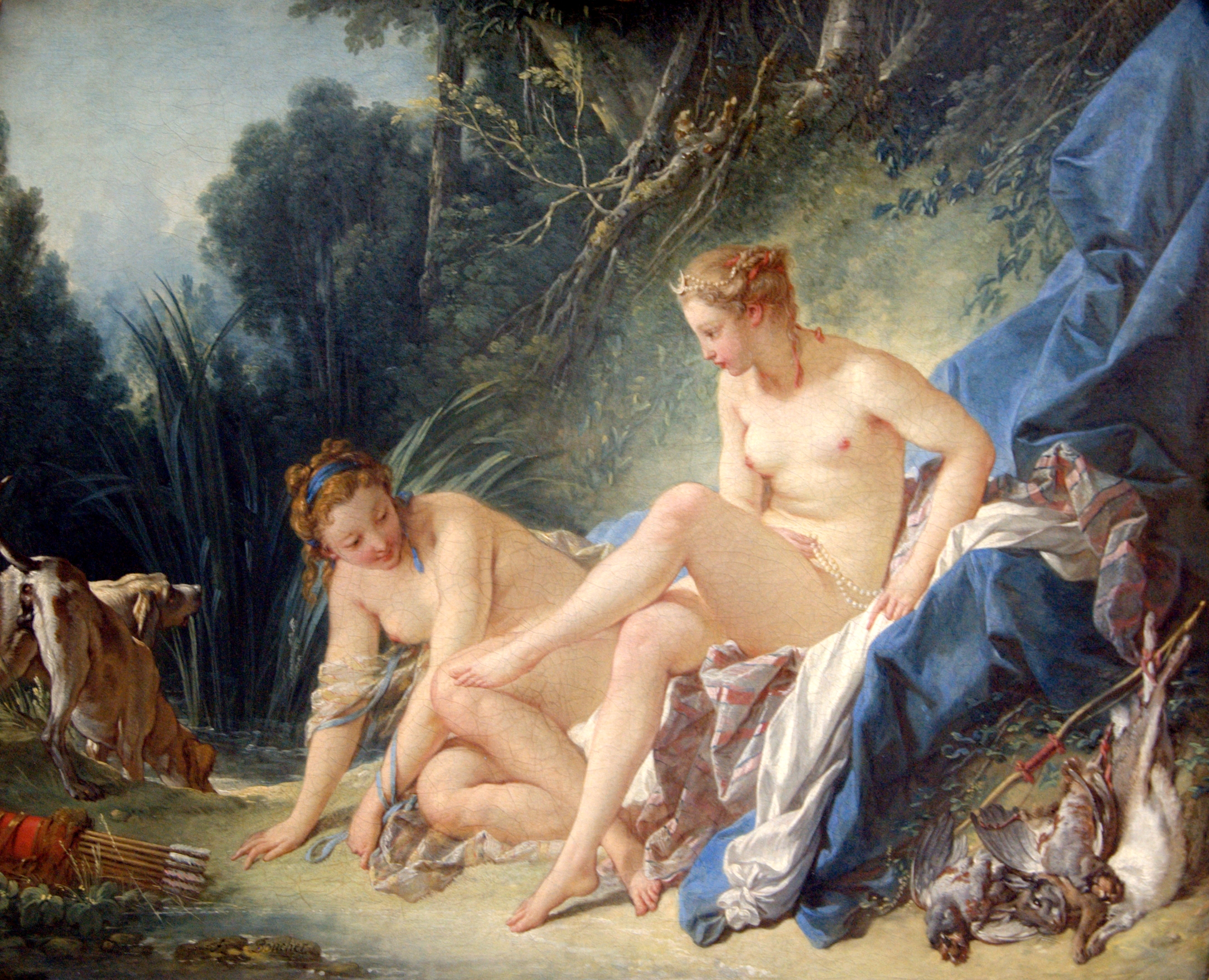
Diana Saindo do Banho de François Boucher. A deusa está usando uma coroa de lua crescente.

Capítulos inteiros de Aradia são dedicados a rituais e feitiços mágicos. Estes incluem encantamentos para conquistar o amor (Capítulo VI), uma conjuração a ser realizada ao encontrar uma pedra com um furo ou uma pedra redonda para transformá-la em um amuleto para o favor de Diana (Capítulo IV) e a consagração de um banquete ritual para Diana, Aradia, e Caim (Capítulo II). O material narrativo ocupa uma parte menor do texto e é composto por contos e lendas sobre o nascimento da religião da bruxaria e as ações de seus deuses. Leland resume o material mítico do livro em seu apêndice, escrevendo: "Diana é a Rainha das Bruxas; uma associada de Herodias (Aradia) em suas relações com a feitiçaria; que ela deu à luz um filho de seu irmão, o Sol (aqui, Lúcifer); que, como deusa da lua, ela tem alguma relação com Caim, que habita como prisioneiro na lua, e que as bruxas da antiguidade eram pessoas oprimidas por terras feudais, as primeiras vingando-se de todas as maneiras e realizando orgias a Diana, que a Igreja representava como adoração a Satanás". Diana não é apenas a deusa das bruxas, mas também é apresentada como a criadora primordial no Capítulo III, dividindo-se em escuridão e luz. Após dar à luz Lúcifer, Diana o seduz na forma de um gato, dando à luz Aradia, sua filha. Diana demonstra o poder de sua feitiçaria ao criar "os céus, as estrelas e a chuva", tornando-se a "Rainha das Bruxas". O Capítulo I apresenta as bruxas originais como escravas que escaparam de seus senhores, começando novas vidas como "ladras e pessoas más". Diana envia sua filha Aradia a elas para ensinar bruxaria a essas ex-servas, cujo poder elas podem usar para "destruir a raça maligna (de opressores)". As alunas de Aradia se tornaram as primeiras bruxas, que então continuariam o culto a Diana. Leland ficou impressionado com esta cosmogonia: "Em todas as outras Escrituras de todas as raças, é o masculino... que cria o universo; na Bruxaria, é o feminino o princípio primitivo".

### Estrutura
Aradia é composto por quinze capítulos, sendo os dez primeiros apresentados como a tradução de Leland do manuscrito de Vangelo, dado a ele por Maddalena. Esta seção, embora predominantemente composta por feitiços e rituais, é também a fonte da maioria dos mitos e contos populares contidos no texto. No final do Capítulo I, encontra-se o texto em que Aradia dá instruções aos seus seguidores sobre como praticar bruxaria.
Os dez primeiros capítulos não são inteiramente uma tradução direta do Vangelo; Leland oferece seus próprios comentários e notas sobre diversas passagens, e o Capítulo VII é a incorporação de Leland de outros materiais do folclore italiano. O medievalista Robert Mathiesen afirma que o manuscrito de Vangelo na verdade representa ainda menos de Aradia, argumentando que apenas os Capítulos I, II e a primeira metade do Capítulo IV correspondem à descrição de Leland do conteúdo do manuscrito, e sugere que o outro material veio de textos diferentes coletados por Leland por meio de Maddalena.
Os cinco capítulos restantes são claramente identificados no texto como representando outro material que Leland acreditava ser relevante para o Vangelo, adquirido durante sua pesquisa sobre bruxaria italiana e, especialmente, enquanto trabalhava em suas Vestígios Romanos Etruscos e Lendas de Florença. Os temas nesses capítulos adicionais variam em alguns detalhes dos dez primeiros, e Leland os incluiu em parte para "[confirmar] o fato de que o culto a Diana existiu por muito tempo, contemporâneo ao cristianismo". O Capítulo XV, por exemplo, apresenta um encantamento para Laverna, por meio do uso de um baralho de cartas. Leland explica sua inclusão com uma observação de que Diana, como retratada em Aradia, é adorada por foras da lei, e Laverna era a deusa romana do roubo. Outros exemplos das reflexões de Leland sobre o texto são apresentados no prefácio, no apêndice, e em inúmeras notas de rodapé do livro.
Em vários lugares, Leland fornece o italiano que estava traduzindo. De acordo com Mario Pazzaglini, autor da tradução de 1999, o italiano contém erros ortográficos, palavras faltantes e erros gramaticais, e está em um italiano padronizado, em vez do dialeto local que se poderia esperar. Pazzaglini conclui que Aradia representa material traduzido do dialeto para o italiano básico e, em seguida, para o inglês, criando um resumo de textos, alguns dos quais foram registrados incorretamente. O próprio Leland chamou o texto de "uma coleção de cerimônias, 'encantos', encantamentos, e tradições" e o descreveu como uma tentativa de reunir material, "vestígios valiosos e curiosos da antiga tradição latina ou etrusca" que ele temia que se perdessem. Não há uma narrativa coesa, mesmo nas seções que Leland atribui ao Vangelo. Essa falta de coesão, ou "inconsistência", é um argumento para a autenticidade do texto, de acordo com o estudioso religioso Chas S. Clifton, já que o texto não mostra sinais de ter sido "manipulado ... para futuros compradores de livros".

## Controvérsia

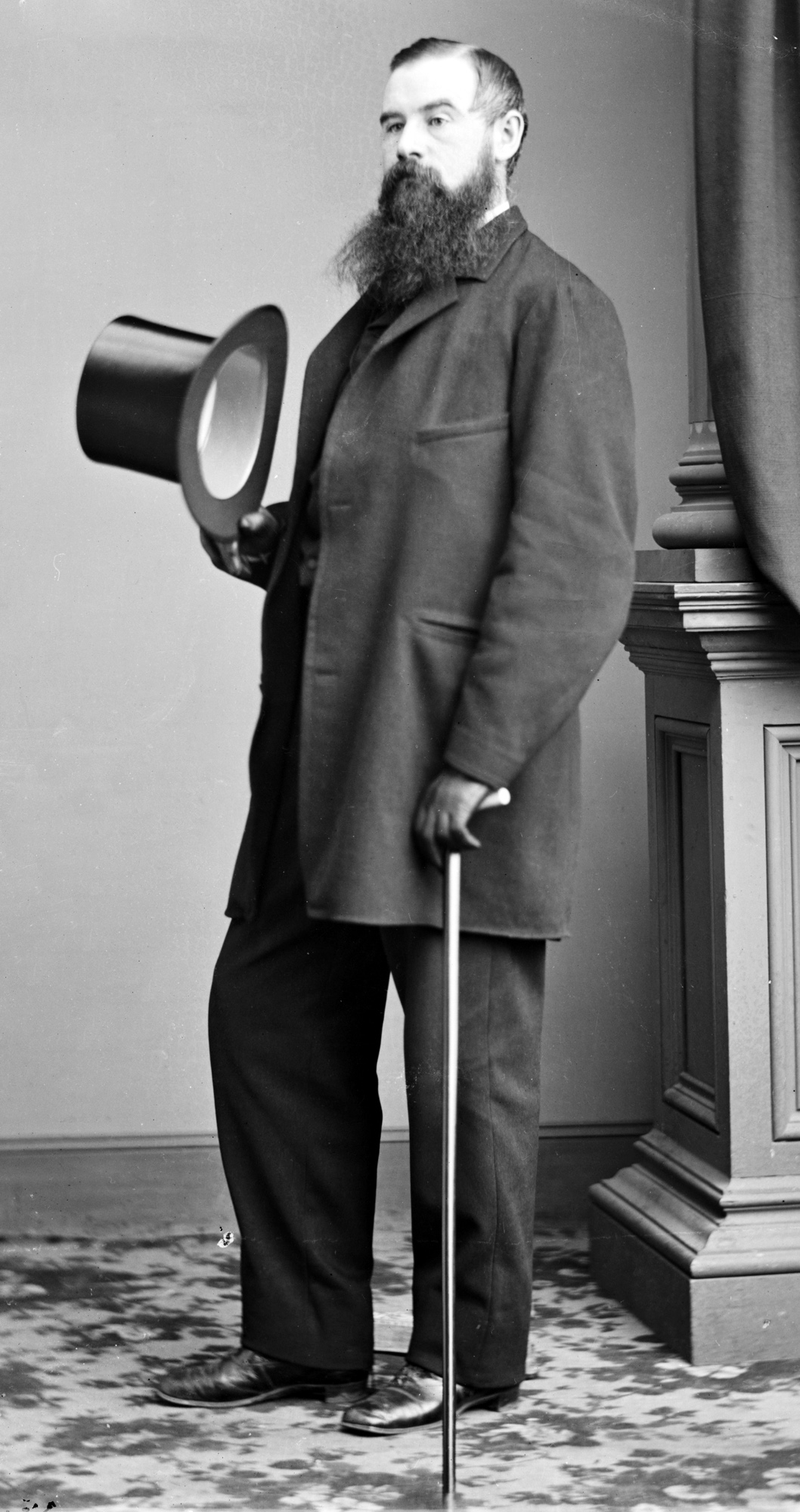
Charles Godfrey Leland escreveu jornalismo, comédia e livros sobre folclore e linguística. Aradia provou ser sua obra mais conhecida e controversa.

Leland escreveu que "as bruxas ainda formam uma sociedade secreta fragmentária ou seita, que eles chamam de Velha Religião, e que há na Romanha aldeias inteiras nas quais as pessoas são completamente pagãs". Aceitando isso, Leland supôs que "a existência de uma religião supõe uma Escritura, e neste caso pode-se admitir, quase sem verificação rigorosa, que o Evangelho das Bruxas é realmente uma obra muito antiga ... com toda a probabilidade a tradução de alguma obra latina antiga ou posterior".
A alegação de Leland de que o manuscrito era genuíno, e até mesmo sua afirmação de que recebeu tal manuscrito, foram questionadas. Após a publicação de The Witch-cult in Western Europe, de Margaret Murray, em 1921, que levantava a hipótese de que os julgamentos de bruxas europeus eram, na verdade, uma perseguição a uma sobrevivência religiosa pagã, o livro Witches Still Live, da autora sensacionalista americana Theda Kenyon, de 1929, conectou a tese de Murray com a religião da bruxaria em Aradia. Argumentos contra a tese de Murray eventualmente incluiriam argumentos contra Leland. O estudioso de bruxaria Jeffrey Russell dedicou parte de seu livro de 1980, A History of Witchcraft: Sorcerers, Heretics and Pagans, a argumentar contra as alegações em Aradia, a tese de Murray, e La Sorcière, de Jules Michelet, de 1862, que também teorizava que a bruxaria representava uma religião subterrânea. O historiador Elliot Rose, em A Razor for a Goat, descartou Aradia como uma coleção de encantamentos que tentavam, sem sucesso, retratar uma religião. Em seu Triumph of the Moon, o historiador Ronald Hutton resume a controvérsia como tendo três extremos possíveis:
1. O manuscrito de Vangelo representa um texto genuíno de uma religião desconhecida.
2. Maddalena escreveu o texto, com ou sem a ajuda de Leland, possivelmente com base em sua própria experiência com folclore ou bruxaria.
3. Todo o documento foi falsificado por Leland.

O próprio Hutton é um cético, não apenas quanto à existência da religião que Aradia afirma representar, mas também quanto à existência de Maddalena, argumentando que é mais provável que Leland tenha criado toda a história do que Leland pudesse ser tão facilmente "enganado" por uma cartomante italiana. Clifton discorda da posição de Hutton, escrevendo que ela equivale a uma acusação de "fraude literária séria" feita por um "argumento de ausência"; uma das principais objeções de Hutton é que Aradia é diferente de tudo o que é encontrado na literatura medieval.
Mathiesen também descarta a terceira opção, argumentando que, enquanto os rascunhos em inglês de Leland para o livro foram bastante editados e revisados durante o processo de escrita, as seções em italiano, em contraste, ficaram quase intocadas, exceto por correções "exatamente do tipo que um revisor faria ao comparar sua cópia com o original". Matthieseon concluiu que Leland estava trabalhando com um original existente em língua italiana, que ele descreveu como "autêntico, mas não representativo" de nenhuma tradição popular maior.
A antropóloga Sabina Magliocco examinou a primeira opção (a de que o manuscrito de Leland representava uma tradição popular envolvendo Diana e o Culto de Herodias), conforme declarado em seu artigo "Who Was Aradia? The History and Development of a Legend". Magliocco escreveu que o texto "pode representar uma versão do século XIX [da lenda do Culto de Herodias] que incorporou materiais posteriores influenciados pelo diabolismo medieval: a presença de 'Lucifero', o diabo cristão; a prática de feitiçaria; as danças nuas sob a lua cheia".

## Influência na Wicca e Stregheria
Magliocco chama Aradia de "o primeiro texto real do renascimento da bruxaria do século XX", e é repetidamente citado como sendo profundamente influente no desenvolvimento da Wicca. O texto aparentemente corrobora a tese de Margaret Murray de que a bruxaria moderna inical e renascentista representava uma sobrevivência de antigas crenças pagãs e, após a afirmação de Gerald Gardner de ter encontrado bruxaria religiosa na Inglaterra do século XX, os trabalhos de Michelet, Murray, e Leland ajudaram a apoiar pelo menos a possibilidade de que tal sobrevivência pudesse existir.
A Carga da Deusa, uma importante peça litúrgica usada em rituais wiccanos, foi inspirada pelo discurso de Aradia no primeiro capítulo do livro. Partes do discurso apareceram em uma versão inicial do ritual Wiccano Gardneriano. De acordo com Doreen Valiente, uma das sacerdotisas de Gardner, Gardner ficou surpreso ao ver Valiente reconhecer o material como proveniente do livro de Leland. Valiente posteriormente reescreveu a passagem em prosa e verso, mantendo os versos "tradicionais" de Aradia. Algumas tradições wiccanas usam o nome Aradia, ou Diana, para se referir à Deusa ou Rainha das Bruxas, e Hutton escreve que os primeiros rituais Gardnerianos usavam o nome Airdia, uma forma "distorcida" de Aradia. Hutton sugere ainda que a razão pela qual a Wicca inclui a prática de skyclad, ou nudez ritual, é por causa de uma frase dita por Aradia:
E como sinal de que sois verdadeiramente livres,
Estareis nus em vossos ritos, ambos os homens
E as mulheres também: isso durará até
O último dos seus opressores estiver morto;
Aceitando Aradia como a fonte dessa prática, Robert Chartowich aponta para a tradução de Pazzaglini de 1998 desses versos, que diz: "Homens e mulheres / Vocês todos estarão nus, até que / Ele ainda esteja morto, o último / De seus opressores esteja morto". Chartowich argumenta que a nudez ritual da Wicca foi baseada na tradução incorreta de Leland desses versos ao incorporar a cláusula "em seus ritos". Há, no entanto, menções anteriores de nudez ritual entre bruxas italianas. A historiadora Ruth Martin afirma que era uma prática comum para bruxas da Itália ficarem "nuas, com os cabelos soltos sobre os ombros" enquanto recitavam conjurações. Jeffrey Burton Russel observa que "Uma mulher chamada Marta foi torturada em Florença por volta de 1375: ela teria colocado velas ao redor de um prato, tirado as roupas e ficado nua sobre o prato, fazendo sinais mágicos". O historiador Franco Mormando se refere a uma bruxa italiana: "Vejam só: nas primeiras horas de sono, esta mulher abre a porta de sua horta e sai completamente nua e com o cabelo todo despenteado, e começa a fazer e dizer seus vários sinais e conjuros...".
A recepção de Aradia entre os neopagãos não foi totalmente positiva. Clifton sugere que as alegações modernas de revelar uma tradição de bruxaria pagã italiana, como as de Leo Martello e Raven Grimassi, devem ser "comparadas" e comparadas com as alegações em Aradia. Ele ainda sugere que a falta de conforto com Aradia pode ser devido a uma "insegurança" dentro do neopaganismo quanto à reivindicação de autenticidade do movimento como um renascimento religioso. Valiente oferece outra explicação para a reação negativa de alguns neopagãos; que a identificação de Lúcifer como o Deus das bruxas em Aradia era "algo muito forte" para os wiccanos que estavam acostumados ao paganismo mais gentil, e romântico de Gerald Gardner e eram especialmente rápidos em rejeitar qualquer relação entre bruxaria e satanismo.
Clifton escreve que Aradia foi especialmente influente para os líderes do movimento religioso Wiccan nas décadas de 1950 e 1960, mas que o livro não aparece mais nas "listas de leitura" dadas pelos membros aos recém-chegados, nem é amplamente citado em livros neopagãos mais recentes. A nova tradução do livro lançada em 1998 foi apresentada pelo autor wiccano Stewart Farrar, que afirma a importância de Aradia, escrevendo que "a pesquisa talentosa de Leland sobre uma tradição 'moribunda' fez uma contribuição significativa para uma tradição viva e crescente".
O autor Raven Grimassi escreveu extensivamente sobre Aradia em sua popularização de Stregheria, apresentando o que ele admite ser sua própria interpretação pessoal da história. Ele difere de Leland em muitos aspectos, particularmente por retratá-la como uma bruxa que viveu e lecionou na Itália do século XIV, em vez de uma deusa. Em resposta a Clifton, ele afirma que a semelhança ou dessemelhança com o material de Aradia de Leland não pode ser uma medida de autenticidade, já que o próprio material de Leland é contestado.
Portanto, não pode ser usado efetivamente para desacreditar outros escritos ou pontos de vista sobre a bruxaria italiana, nem é uma base etnográfica representativa com a qual outros escritos ou pontos de vista "devem" ser comparados. O material de Aradia é, infelizmente, um texto controverso e com problemas próprios quando comparado ao folclore, às tradições populares e às práticas de magia popular geralmente aceitas na Itália.
Ele concorda com Valiente que a principal objeção dos neopagãos a esse material é sua "inclusão de estereótipos negativos relacionados a bruxas e bruxaria", e sugere que comparações entre esse material e bruxaria religiosa são "consideradas um insulto por muitos neopagãos".

## Influência na cultura

### Música clássica
O compositor clássico norueguês Martin Romberg escreveu uma Missa para coro misto em sete partes, baseada em uma seleção de poemas do texto de Leland. Esta Witch Mass estreou no Festival Internacional de Vestfold em 2012 com Grex Vocalis. Para criar a atmosfera certa para a música, o festival bloqueou um túnel rodoviário inteiro em Tønsberg para usá-lo como local. A obra foi lançada em CD pela Lawo Classics em 2014.